# L'ultimo orco
L'ultimo orco è un romanzo fantasy di Silvana De Mari pubblicato da Salani nel 2005.

## Storia editoriale
Si tratta del seguito del fortunato romanzo per ragazzi L'ultimo elfo, pubblicato l'anno precedente e vincitore del Premio Bancarellino e del Premio Andersen. Negli anni successivi Silvana De Mari ha pubblicato altri libri con la stessa ambientazione e con gli stessi personaggi in quella che è conosciuta come la Saga dell'ultimo elfo (o anche La Saga degli Ultimi).
A differenza del primo romanzo, che utilizza un linguaggio adatto alla letteratura per ragazzi, L'ultimo orco è un testo più lungo, realizzato con uno stile più adulto, sia per le tematiche che per la prosa.
L'ultimo orco ha vinto il premio IBBY International Boud Books Young People nel 2006 e il Prix Sorcières "Romanzi per ragazzi" nel 2008 in Francia.

## Trama
Il romanzo è diviso in tre libri. Il primo, intitolato "L'orso e il lupo", racconta la storia del Capitano Rankstrail, un ragazzo cresciuto in povertà nella città di Varil che, per aiutare la sua famiglia, parte verso la capitale Daligar per arruolarsi nell'esercito. Durante la loro lunghissima spedizione in cui vengono mandati a combattere gli orchi, Rankstrail impara a leggere e a scrivere e, per la sua natura, è informalmente considerato il Capitano, anche se in realtà egli è un altro; il libro finisce poco dopo il rientro a Daligar, ed è collegato al finale del predecessore, in quanto le truppe sono intente a inseguire l'ultimo elfo e tutti quelli che gli stanno dietro, compreso il drago, Erbrow, ucciso su comando non di Rankstrail ma del Generale Lisentrail. Nel secondo, "L'ultima fenice", ricompaiono i protagonisti del primo romanzo, Yorsh, l'ultimo elfo, e Robi, divenuta sua moglie, e della loro bambina Erbrow, che porta il nome dell'ultimo drago, assieme a tutti gli altri che l'elfo ha portato in salvo. Dopo essere scampati alle Erinni, Yorsh decide di uscire dal Villaggio di Erbrow e dal Nuovo Villaggio di Arstrid per salvare la città di Varil da un attacco degli Orchi; le truppe di Rankstrail, dopo 10 anni ancora sulle sue tracce, lo seguono da Daligar fino a Varil, che è stata messa in fiamme. Grazie alla magia di Yorsh e al coraggio di Rankstrail, gli abitanti vengono salvati e l'elfo e l'orso (così viene soprannominato Rankstrail) si incontrano per la prima volta; Yorsh se ne va indistrubato. Al suo rientro a casa, però, trova ad aspettarlo il Giudice Amministratore di Daligar, portato all'entrata della città da Moron, che non è mai stato dalla parte dell'elfo, con Rosalba ed Erbrow tenute in ostaggio. Sotto ricatto, Yorsh è costretto a farsi uccidere; con la sua magia, direziona la freccia scoccata da un seguace del Giudice Amministratore dritta verso il suo cuore. A quel punto, viene dato l'allarme dell'imminente arrivo degli Orchi; questo provoca la fuga del Giudice Amministratore e Daligar, rimasta senza un capo, accoglie Robi, venuta per mettere in salvo la città, mentre Moron, che non sa nuotare, si butta dalla scogliera, suicidandosi. Nell'ultimo libro, intitolato appunto "L'ultimo orco", viene narrata l'impresa di Robi, tra l'altro rimasta incinta di due gemelli, intenta a proteggere Daligar dall'attacco degli Orchi, assieme al Capitano Rankstrail e ad Aurora, la figlia del Giudice Amministratore, e a tutti gli altri abitanti di Daligar. Alla fine del libro, Rankstrail torna a Varil come sovrano insieme ad Aurora, mentre Rosalba rimane come governatrice di Daligar.

## Edizioni
- Silvana De Mari, L'ultimo orco, 1ª ed., Salani, 2005,  p. 717, ISBN 978-88-8451-599-5.
- Silvana De Mari, L'ultimo orco, nuova edizione, Salani (collana Istrici d'oro), 2016,  p. 717, ISBN 978-88-6918-839-8.